# Paradisanthus
Paradisanthus je monotipski rod južnoameričkih orhideja, smješten u podtribus Zygopetalinae, dio tribusa Cymbidieae. Jedina je vrsta istočnobrazilski endem P. bahiensis.

## Sinonimi
- Koellensteinia espiritosantensis Ruschi
- Paradisanthus micranthus (Barb.Rodr.) Schltr.
- Paradisanthus mosenii Rchb.f.
- Paradisanthus mosenii var. paulensis (Barb.Rodr.) Hoehne
- Paradisanthus neglectus Schltr.
- Paradisanthus paranaensis Barb.Rodr.
- Paradisanthus paulensis Barb.Rodr.
- Warrea bahiensis (Rchb.f.) Rchb.f.
- Zygopetalum micranthum Barb.Rodr.

- P. bahiensis
- P. bahiensis
- P. bahiensis